# Gradina (Fojnica, BiH)
Gradina je naseljeno mjesto u općini Fojnica, Federacija Bosne i Hercegovine, BiH.

## Stanovništvo

### 1991.
Nacionalni sastav stanovništva 1991. godine, bio je sljedeći:
ukupno: 182
- Hrvati - 159
- Muslimani - 20
- Jugoslaveni - 3

### 2013.
Nacionalni sastav stanovništva 2013. godine, bio je sljedeći:
ukupno: 24
- Bošnjaci - 13
- Hrvati - 11

## Vanjske poveznice
- http://nona.net/features/map/placedetail.878092/Gradina/